# La Grandville
La Grandville ist eine französische Gemeinde mit 765 Einwohnern (Stand: 1. Januar 2022) im Département Ardennes in der Region Grand Est. Sie gehört zum Arrondissement Charleville-Mézières und ist Teil des Kantons Villers-Semeuse. Die Einwohner werden Grandvillois genannt.

## Geographie
La Grandville liegt etwa sechs Kilometer ostnordöstlich vom Stadtzentrum Charleville-Mézières'. Umgeben wird La Grandville von den Nachbargemeinden Neufmanil im Norden, Gespunsart im Osten und Nordosten, Gernelle im Osten und Südosten, Saint-Laurent im Süden und Südwesten, Charleville-Mézières im Südwesten sowie Aiglemont im Westen.

## Bevölkerungsentwicklung
| Jahr                      | 1962 | 1968 | 1975 | 1982 | 1990 | 1999 | 2006 | 2012 |
| ------------------------- | ---- | ---- | ---- | ---- | ---- | ---- | ---- | ---- |
| Einwohner                 | 668  | 644  | 550  | 659  | 683  | 679  | 770  | 836  |
| Quelle: Cassini und INSEE |      |      |      |      |      |      |      |      |

## Sehenswürdigkeiten
- Kirche Saint-Nicolas
- Schloss La Grandville, Mitte des 17. Jahrhunderts errichtet, 1766 abgebrannt, danach (teilweise) wieder aufgebaut

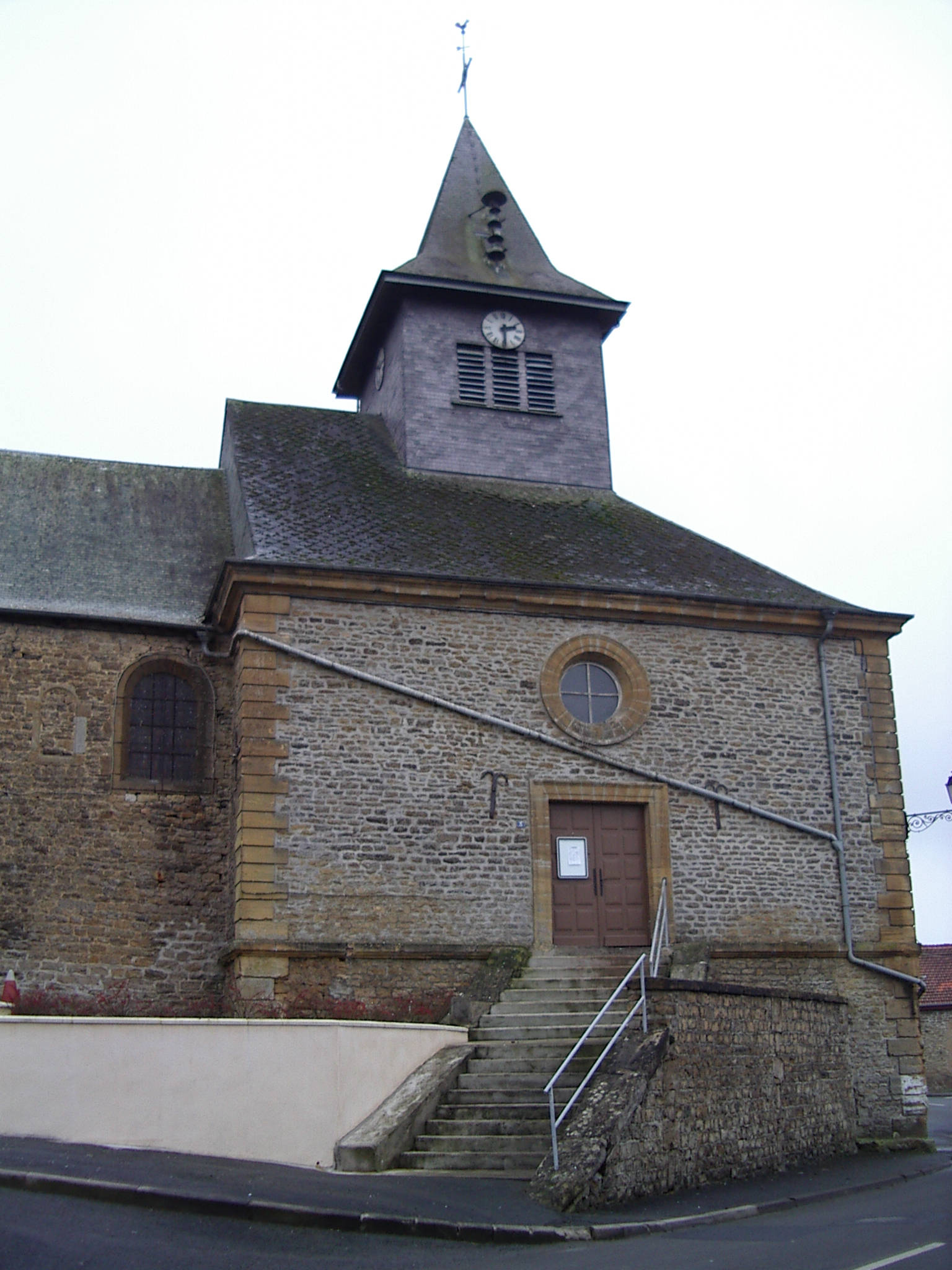
Kirche Saint-Nicolas

- Brauerei